# 北バハル・アル・ガザール州
北バハル・アル・ガザール州（きたバハル・アル・ガザールしゅう、英語: Northern Bahr el Ghazal）は、南スーダンの州。面積30,543 km²、人口720,898人（2008年）。州都はアウェル。

## 地理
ワラブ州、西バハル・アル・ガザール州、レイク州とともにバハル・アル・ガザール地方に属している。北をスーダン領の南ダルフール州、東をアビエイおよびワラブ州、西と南を西バハル・アル・ガザール州と接する。

## 歴史
北のコルドファンのアラブ人と、この地域に多く住むディンカ人とは長い接触の歴史がある。植民地時代の関係は平和的であった。
スーダン独立後、特に内戦勃発後は関係は急速に悪化した。この地方にはスーダン領西コルドファン州から西バハル・アル・ガザール州の州都ワーウへと向かう鉄道が走っており、スーダン内戦時には焦点のひとつとなっていた。スーダン政府に支援されたコルドファンの民兵がこの地方へ侵入し、ディンカの村で略奪や暴行を行ったため、この地方では多くの被害がでた。
現在でも、アビエイ地区をはさんで西コルドファンから北バハル・アル・ガザールにかけての地域は南北スーダンで最も政治的に敏感な地域となっている。

## 行政区分
北バハル・アル・ガザール州は、5郡に分かれている。
1. 北アウェル郡（Aweil North County）
2. 東アウェル郡（英語版）
3. 南アウェル郡（Aweil South County）
4. 西アウェル郡（英語版）
5. 中央アウェル郡（Aweil Central County）